# Iglesia de Hagia Sofía (Sofía)
La iglesia de Hagia Sofía (en búlgaro: Църква Света София, romanizado: Tsarkva Sveta Sofia) o iglesia de Santa Sofía es una iglesia situada en Sofía, Bulgaria. El nombre de la ciudad se tomó del de la iglesia en el siglo XIV.

## Historia

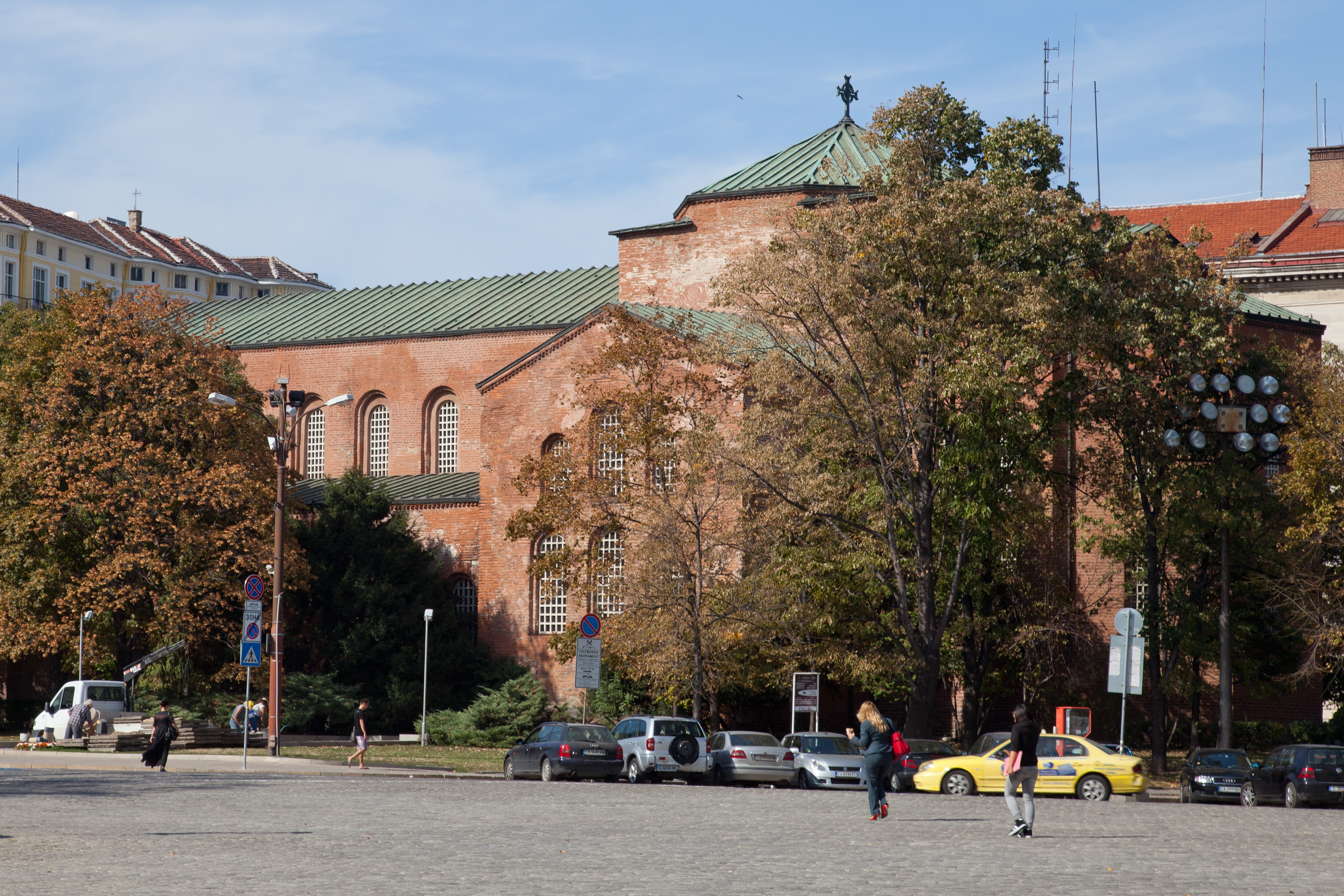
Lateral de la iglesia

En este lugar se encontraba la necrópolis romana de la ciudad de Serdica y un teatro romano. La fundación de la iglesia se remonta al siglo VI con la construcción de la iglesia primitiva sobre el emplazamiento de otras dos iglesias anteriores del siglo IV.  A lo largo de los siglos, se construyeron otras iglesias, que fueron destruidas por fuerzas invasoras como los godos y los hunos. La estructura actual de planta basilical, con dos torres y una cúpula, parece ser la quinta estructura del lugar, construida durante el reinado del emperador bizantino Justiniano I alrededor del siglo VI. Se considera, por lo tanto, una versión moderna de Santa Sofía de Constantinopla.
Durante el Segundo Imperio Búlgaro (siglos XII al XIV) la iglesia fue sede del obispado, tomando en esta época la ciudad el nombre del monasterio: Sofía. En el siglo XVI, durante la época otomana, la iglesia se convirtió en mezquita: los frescos originales del siglo XII se destruyeron y se añadieron minaretes. En el siglo XIX, dos terremotos destruyeron uno de los minaretes y la mezquita se abandonó. La restauración comenzó después de 1900.
En el exterior de la iglesia se encuentra el Monumento al Soldado Desconocido en honor a los soldados fallecidos en la Primera Guerra Mundial.

## Características

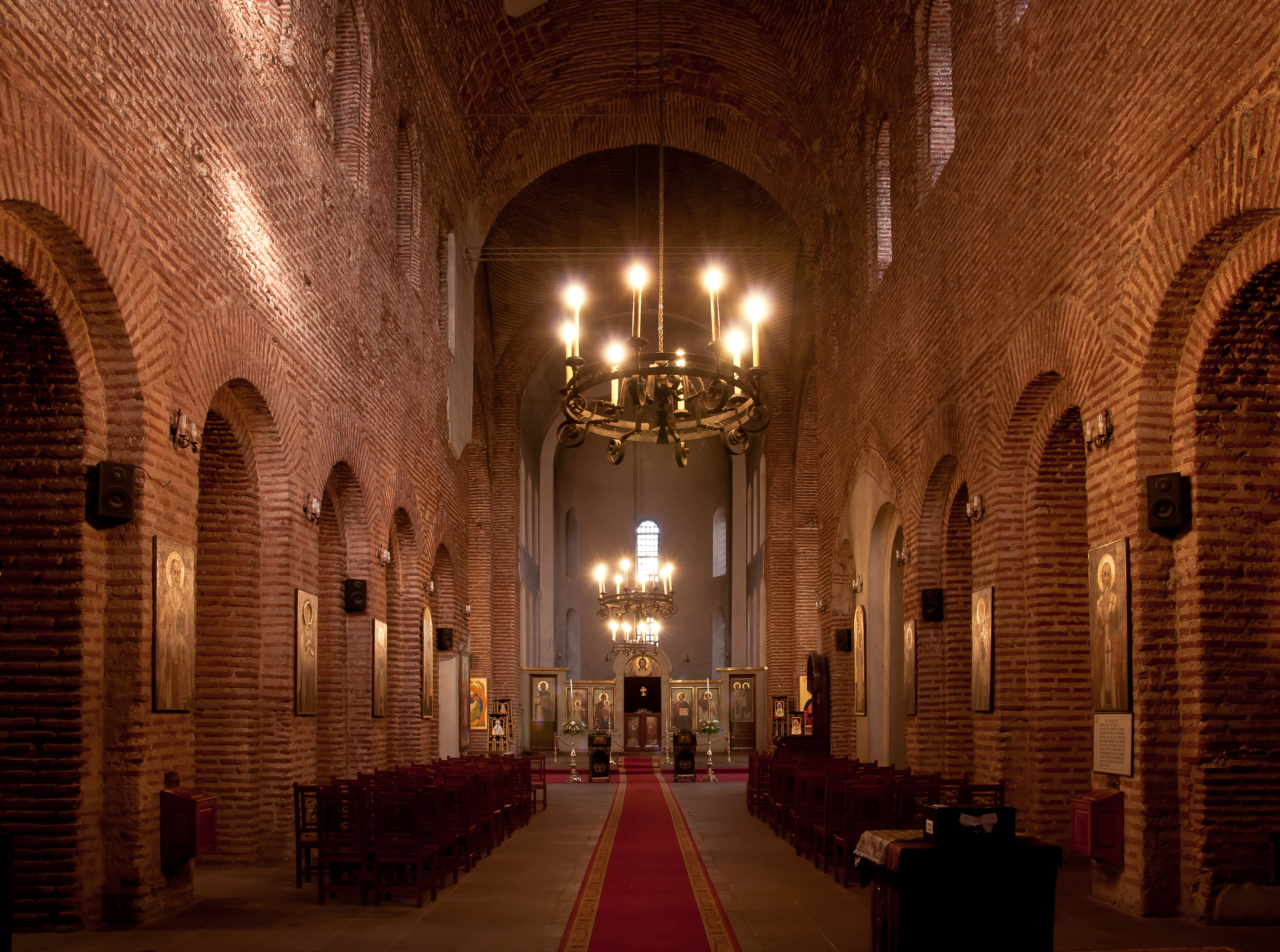
Interior: vista de la nave

La iglesia de Santa Sofía es uno de los mejores ejemplos de arquitectura paleocristiana en el sureste de Europa. El edificio actual tiene planta cruciforme con tres altares. El suelo de la iglesia está cubierto con ornamentos paleocristianos y mosaicos de fauna y flora. La iglesia se encuentra situada sobre una necrópolis antigua y se han encontrado varias tumbas alrededor y dentro de la iglesia. Algunas de ellas incluso contenían frescos originales.
Debido a que Santa Sofía representa la santa sabiduría, en el interior hay iconos representando a Sofía y a Cristo Emmanuel, una figura de un joven Cristo sentado sobre un arcoíris. La iglesia también alberga iconos de santos históricos, como San Jorge o San Vladimir.

## Galería

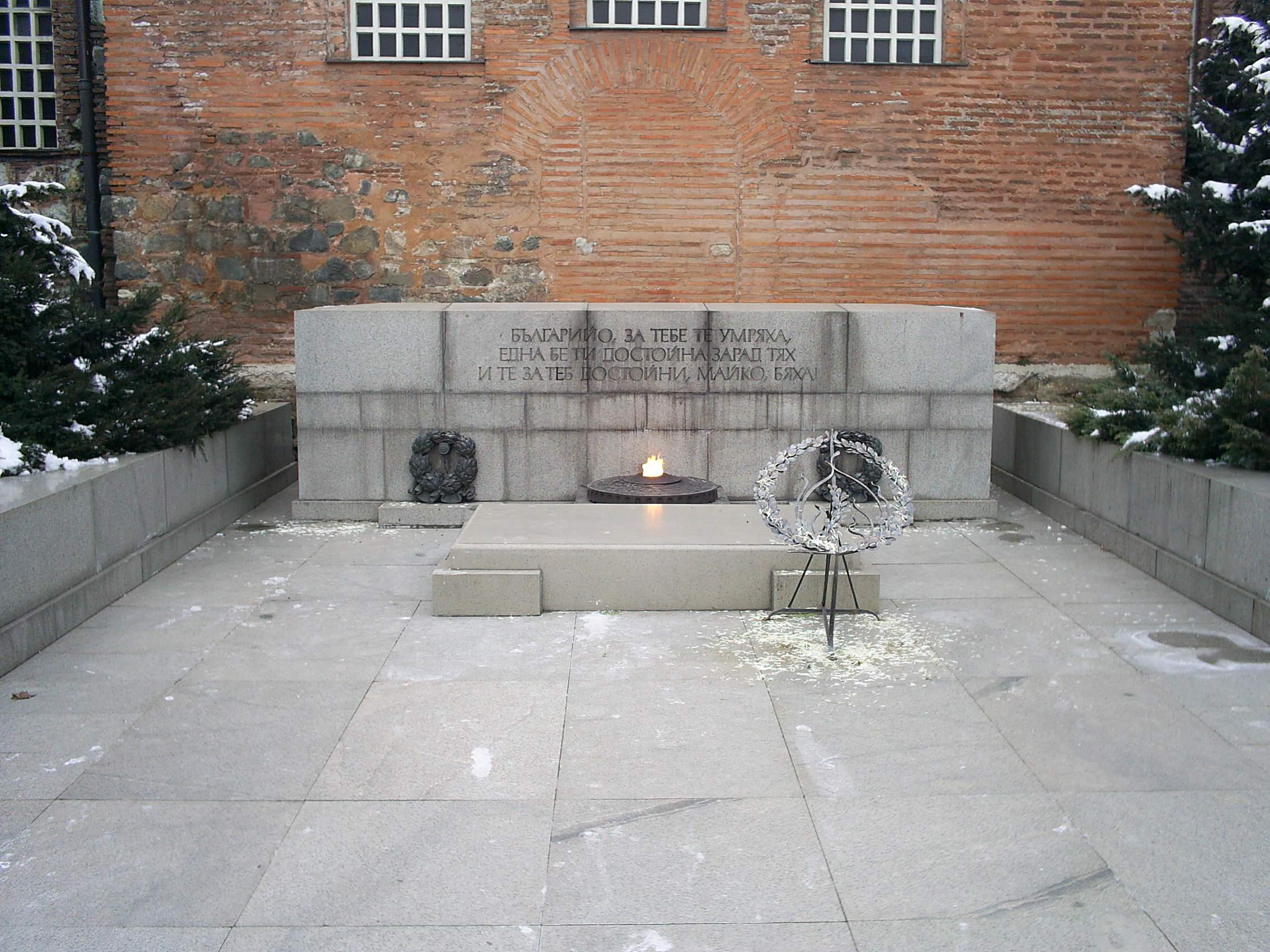
Iglesia de Santa Sofía con el Monumento al Soldado Desconocido.
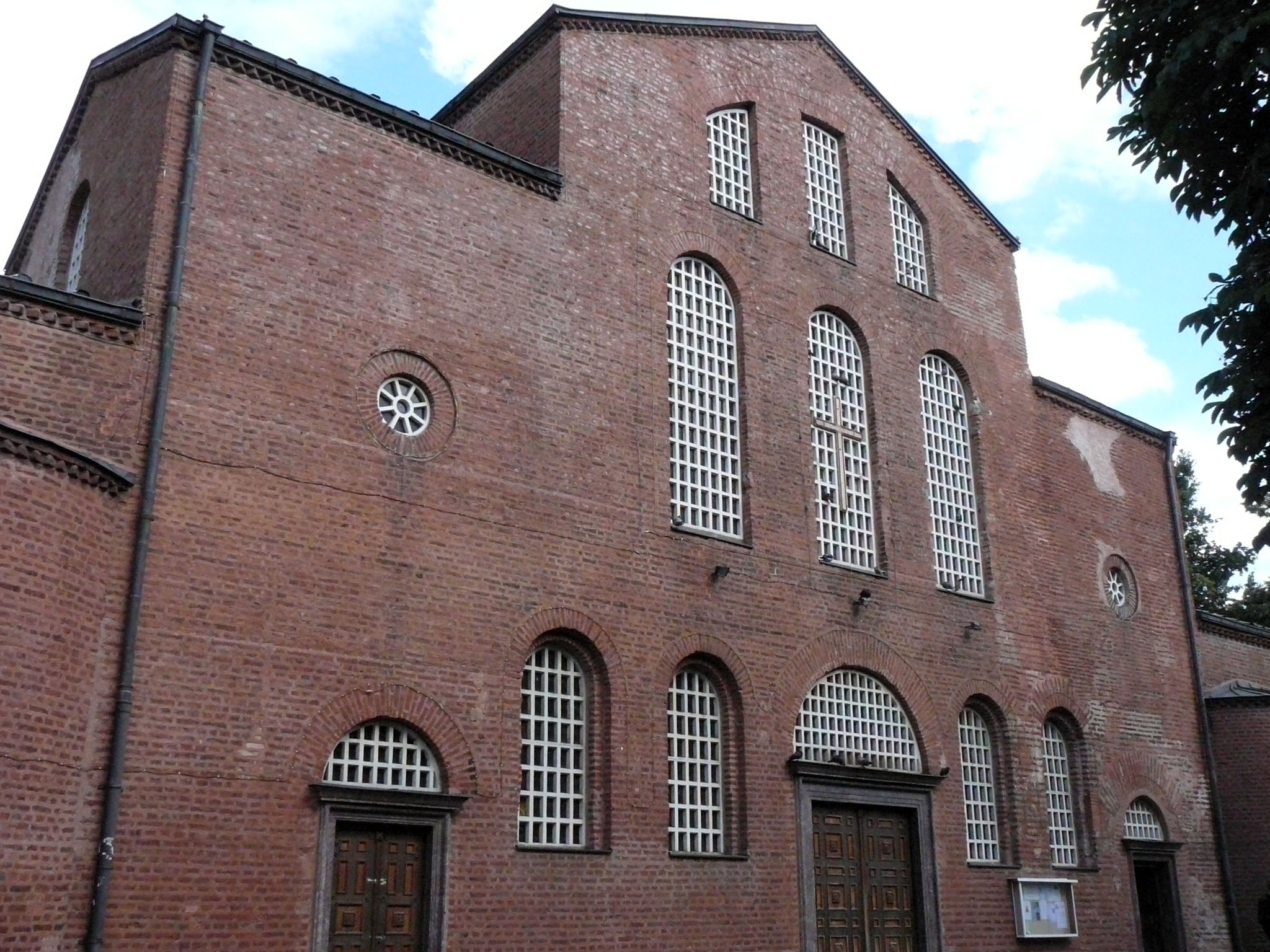
Vista de la fachada actual.
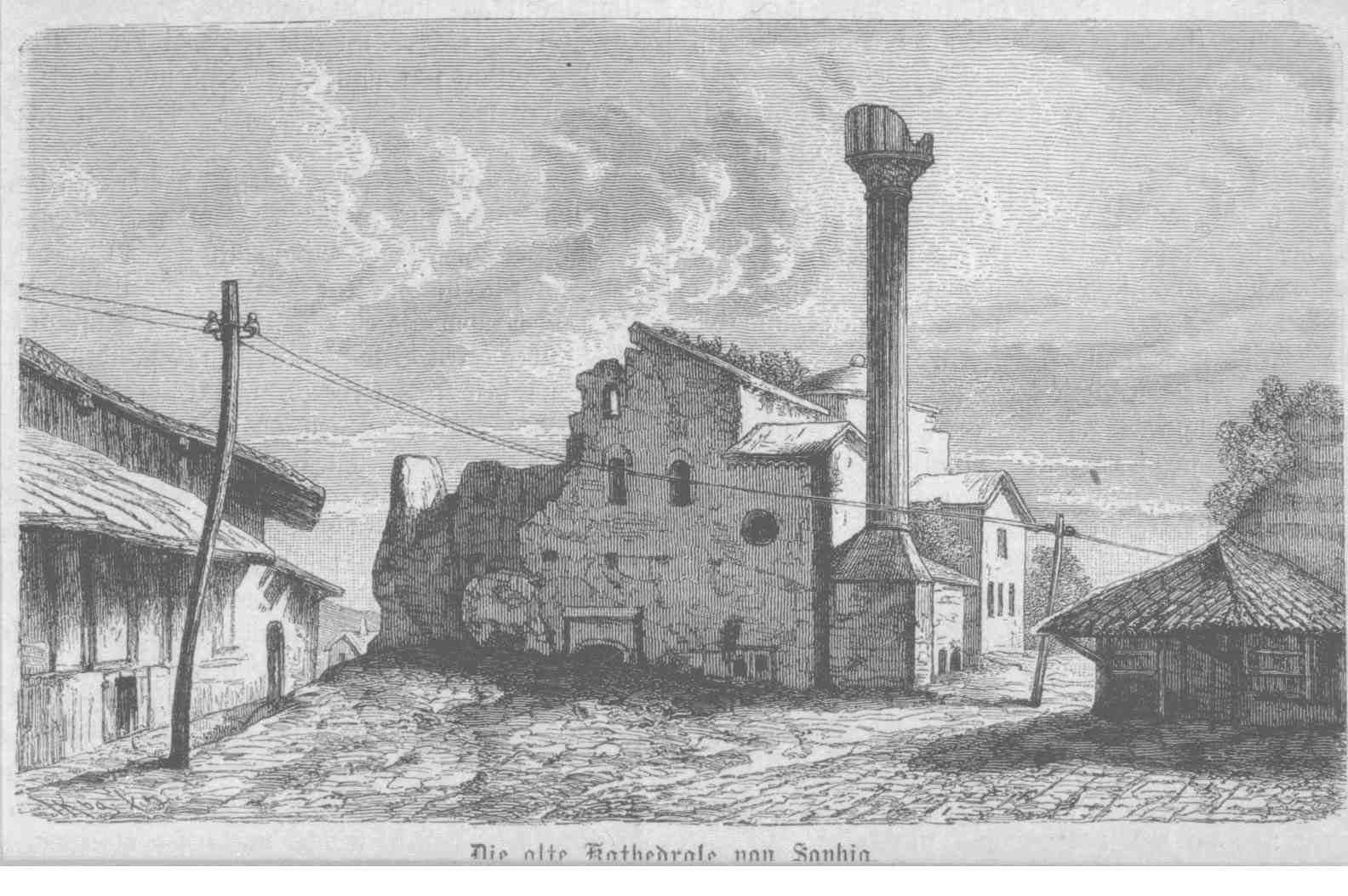
Vista de la fachada en 1878.
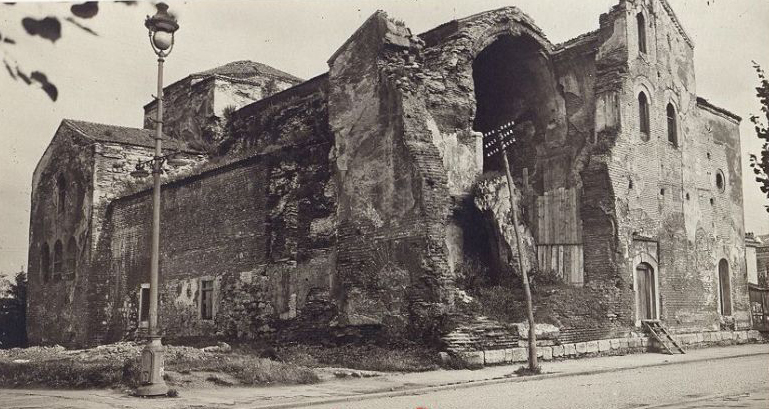
Vista de la iglesia alrededor de 1915.